# Odostomia carrozzai
Odostomia carrozzai är en snäckart som först beskrevs av van Aartsen 1987.  Odostomia carrozzai ingår i släktet Odostomia, och familjen Pyramidellidae. Arten är reproducerande i Sverige.